# قبلة مسجد (سهند أباد)
قبلة مسجد (بالفارسية: قبله‌مسجد) هي مستوطنة تقع في إيران في قسم سهند أباد الريفي. يقدر عدد سكانها بـ 92 نسمة .